# Paffendorf
Paffendorf este un grup muzical german de muzică trance și eurodance din Köln, activ din 1998 și având ca membri: Ramon Zenker, Gottfried Engels, Sven Thiel și Nicolas Valli.
Unul din succese este hitul anului 2000 „Where are You”.
În clasamentul britanic UK Singles Chart, a obținut locul 7 cu piesa „Be Cool” în iunie 2002.
Albumele lansate sunt: Dance City (2000) și Planet Dance (2007).
Cele mai cunoscute single-uri sunt: Self Control, Smile, Ruf Mich An, Terminator 2 Theme: Main Title, Where Are You?, Everybody Scream, Rhythm and Sex, Be Cool, Crazy, Sexy, Marvellous, On & On.